# Сверхъестественное. Знаки
«Сверхъестественное. Знаки» (англ. Something in the Dirt) — американский научно-фантастический комедийный фильм 2022 года по сценарию Джастина Бенсона и снятый Бенсоном и Аароном Мурхедом, также сыгравшими в главных ролях. Это пятый совместный фильм режиссёрского дуэта.
Мировая премьера фильма состоялась онлайн на кинофестивале «Сандэнс» в январе 2022 года.

## Сюжет
Закадычные друзья Джон и Ливай оказываются в эпицентре сверхъестественных событий в Лос-Анджелесе. Парни решают самостоятельно выяснить природу загадочных явлений, наводящих ужас на жителей всего города. Но чем ближе они подбираются к разгадке, тем всё большей опасности подвергают самих себя.

## В ролях
- Джастин Бенсон — Ливай Дэнюб
- Аарон Мурхед — Джон Дэниелс
- Сара Адина — доктор Рита Миллер
- Ванджиру М. Ньенду — офицер Ливая по УДО
- Исса Лопес — Изабель

## Критика
На агрегаторе рецензий Rotten Tomatoes фильм получил рейтинг 90% при 72 отзывах критиков (оценка зрителей — 52% и 50 отзывов).